# Черепетская Коммуна
Черепетская Коммуна — поселок в Суворовском районе Тульской области в составе Северо-Западного сельского поселения.

## География
Находится в западной части Тульской области на расстоянии приблизительно 9 км от по прямой на запад от города Суворов, административного центра района.

## История
В «Атласе Калужского наместничества» 1782 года в этом месте обозначен погост Георгиевский с церковью Великомученика Георгия. Согласно «Калужской энциклопедии» село Георгиевское, оно же Черепетский погост, было родовым имением Ханыковых. В селе Георгиевское-на-Черепети жил до 1824 года В. Я. Ханыков, отец Я. В. Ханыкова.
Был отмечен в конце 1930-х годов как населенный пункт с 6 дворами.

## Население
Постоянное население составляло 2 человека (русские 100 %) в 2002 году, 2 в 2010.